# São João Baptista (Entroncamento)
São João Baptista es una freguesia portuguesa del concelho de Entroncamento, con 4.56 km² de superficie y 7576 habitantes (2011).